# Alexey Kostygov
Aleksey Veniaminovich Kostygov (em russo:  Алексей Вениаминович Костыгов; Iaroslavl, 5 de julho de 1973) é um handebolista profissional da Rússia, medalhista olímpico.
Alexey Kostygov, em Atenas 2004, conquistou a medalha de bronze. Com 2 partidas como goleiro.